# Luis Nieto Degregori
Luis Carlos Nieto Degregori (Cusco, 11 de junio de 1955) es un periodista, escritor, lingüista y profesor universitario peruano. Autor de relatos inspirados en la historia y la cultura de su ciudad natal.

## Biografía
Hijo del poeta Luis Nieto Miranda y de Bertha Degregori Bendezú. De 1972 a 1978 estudió en la Universidad de la Amistad de los Pueblos de Moscú, donde se graduó de licenciado en Literatura y Lingüística con su tesis «El realismo mágico en la obra de José María Arguedas», escrita en ruso (1978).
Luego de haber radicado nueve años en diversos países de Europa, en 1980 regresó al Perú, donde se desempeñó como docente en la Universidad Nacional de San Cristóbal de Huamanga, hasta 1982. Era la época del comienzo de la lucha armada emprendida por Sendero Luminoso contra el Estado peruano, suceso que le sirvió de inspiración de sus primeros relatos.
Regresó al Cuzco, donde inició una nueva etapa en su producción literaria, enfocada a las narraciones inspiradas en sucesos históricos. Fue editor de Sur: Semanario Regional Surandino, que entonces publicaba el Centro de Estudios Regionales Andinos Bartolomé de las Casas (1989-1992). Trabajó luego como investigador del Centro Guamán Poma de Ayala (1993-1998). En 1997 recibió la Beca de Hispanistas del Ministerio de Asuntos Exteriores de España.
En 2019 fue nombrado titular de la Dirección Desconcentrada de Cultura del Cusco (DDCC), que se dedica a la promoción y revalorización de la cultura de la región Cusco.

## Premios y reconocimientos
- 1987: Mención honrosa en el concurso de cuentos Inca Garcilaso de la Vega, convocado por la Casa de España en el Perú.[1]
- 1991: Mención honrosa en el concurso de cuentos Ricardo Palma convocado por la revista Meridiano de Lima.[1]
- 1993: Ganador de la 7.º Bienal de Cuento Copé con el cuento «María Nieves».[3]
- 1993: Ganador del concurso de cuentos César Vallejo convocado por el suplemento El Dominical del diario El Comercio de Lima, por su cuento «Gabrielico, ángel del demonio».[2]

## Publicaciones
- 1987: Harta cerveza y harta bala.[1]
- 1988: La joven que subió al cielo.[1]
- 1989: Como cuando estábamos vivos.[1]
- 1990: Con los ojos para siempre abiertos (libro que reúne sus anteriores obras).[1]
- 1990: Fuego del sur (en colaboración con Enrique Rosas y Mario Guevara).[1]
- 1992: La ciudad sumergida (cuento infantil).[1]
- 1994: Señores destos reynos.[1]
- 1997: Nosotros los cuzqueños. Visión de progreso del poblador urbano del Cuzco (en coautoría con Inés Fernández Baca).[1]
- 2003: Cuzco después del amor (2003).[3]
- 2006: Pepe, Pepo y Pipo y la laguna misteriosa.[3]
- 2007: Asesinato en la gran ciudad del Cusco.[3]
- 2008: El guachimán y otras historias, novela corta que mereció una adaptación cinematográfica.[3]
- 2012: Pepe, Pepo y Pipo y la montaña de nieve resplandeciente.[3]
- 2012: Lucas y el caso del anillo desaparecido.[3]
- 2015: La corona del señor moche, novela corta.[3]
- 2016: La venganza de los dioses moches.[3]
- 2016: Vacaciones en Sicuani.[3]

En 2021 editó el libro Cusco en la historia, parte de una colección editada por la Caja Municipal del Cusco que se propone ser una síntesis de las investigaciones del pasado cultural de la ciudad imperial.
También es autor de numerosos artículos académicos publicados en diarios y revistas del Perú.